# Soldadura de carrocería
La soldadura de carrocería es un tipo de soldadura que se utiliza para alisar la superficie de las carrocerías de los automóviles antes de pintarlas. Ha sido reemplazado en gran medida por rellenos de carrocería de poliéster y otros, pero muchos puristas y personalizadores de automóviles continúan usando soldadura para carrocería, afirmando que se adhiere mejor a la chapa metálica, se siente mejor, se desgasta mejor, resiste temperaturas más altas y se puede recubrir con polvos o recubrir químicamente con otro materiales.

## Descripción general
La mayoría de los proveedores de piezas y herramientas de personalización de automóviles ofrecen soldadura para carrocería en fórmulas con y sin plomo. Las soldaduras con cuerpo de plomo generalmente son una aleación de plomo y entre un 2 y un 10 % de estaño. La soldadura de la carrocería se funde con un soplete y se esparce sobre la chapa de un automóvil, para luego darle forma con una paleta o espátula de madera maciza (generalmente de roble ). Luego se lima, no se lija, para ajustar el perfil.